# Cheerz
Cheerz (légalement appelé Stardust Media and Communication), est une entreprise française spécialisée dans la vente en ligne d'impression de photos et de produits photos personnalisés dont le siège est à Paris.

## Historique
L'entreprise est fondée en 2011 par Antoine Le Conte et Aurélien de Meaux sous le nom PrintKlub. Elle prend le nom Cheerz en 2015,.
En 2018, le groupe allemand Cewe rachète 80 % de Cheerz pour 36 millions d'euros et une valorisation à 45 millions d'euros,.